# Rio da Onça
O rio da Onça é um curso de água que banha os estados do Paraná e de Santa Catarina.